# Molophilus palomaricus
Molophilus palomaricus là một loài ruồi trong họ Limoniidae. Chúng phân bố ở miền Tân bắc.